# Morti nell'897
| Questa pagina contiene informazioni ricavate automaticamente dalle voci biografiche con l'ausilio del template Bio e di un bot. L'aggiornamento è periodico e automatico e ricostruisce completamente la pagina. Se manca una persona in questa lista, sei pregato di non aggiungerla, ma accertati piuttosto che la sua voce biografica contenga il template Bio e che i dati anagrafici siano correttamente compilati. Se il template Bio manca, inseriscilo tu stesso o, in alternativa, metti l'avviso {{tmp\|Bio}} che ne segnala la mancanza. Se i dati riportati sono sbagliati, correggi direttamente la voce biografica; le modifiche saranno visibili in questa lista entro pochi giorni. Per chiarimenti vedi il progetto biografie. La lista contiene solo le 9 persone che sono citate nell'enciclopedia e per le quali è stato implementato correttamente il template Bio. Pagina aggiornata al 19 ott 2024. |

- 11 agosto - Goffredo il Villoso, nobile
- 10 novembre - Teofano, imperatrice bizantina (n. 865)
- 31 dicembre - Jinseong di Silla, regina coreana
- Aimoino di Saint-Germain, scrittore francese
- Al-Ya'qubi, storico e geografo arabo
- Gauderico, cardinale e vescovo italiano
- Guido IV di Spoleto, duca
- Papa Stefano VI, papa, vescovo e cardinale italiano
- Al-Buhturi, poeta arabo (n. 821)